# Catedral de Nossa Senhora (Antuérpia)

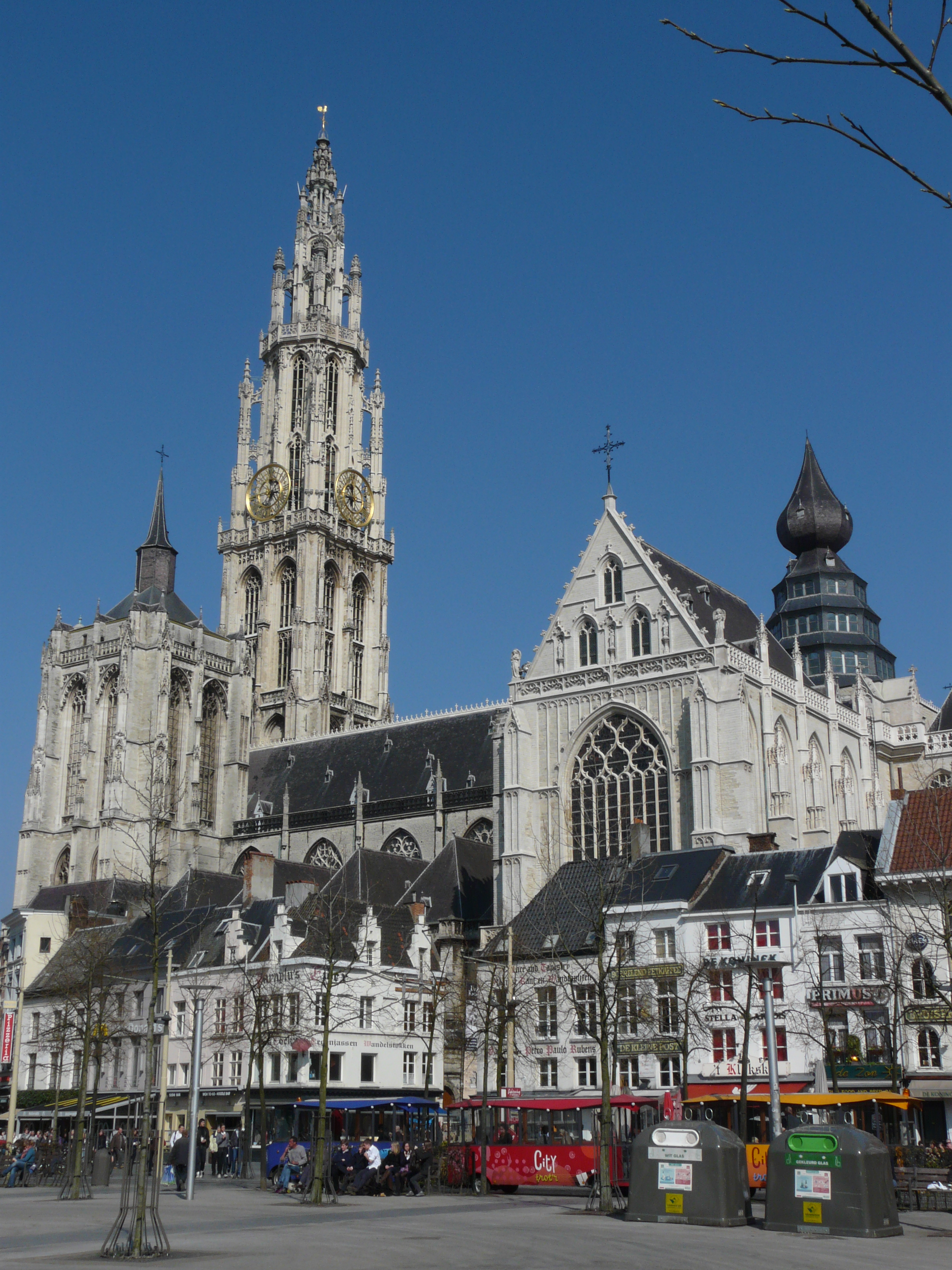
Praça Groenplaats no centro de Antuérpia, ao fundo a torre da Catedral de Nossa Senhora (Antuérpia)

A Catedral de Nossa Senhora (em holandês: Onze-Lieve-Vrouwekathedraal) é uma catedral romano-católica localizada na cidade de Antuérpia, na Bélgica, e dedicada à Virgem Maria.